# Клон
Клонът е дървесна структура, свързана към, но не и част от централния ствол на дървото или храста. Обикновено, тънките клонки с листа се наричат вейки.
Тъй като съществуват много видове дървета, клоните могат да бъдат в най-различни форми и размери. Те могат да бъдат хоризонтални, вертикални или диагонални, като повечето дървета имат клони, растящи нагоре. Редица математически свойства могат да бъдат приложени за дървесните клони: те са естествени примери за фрактали в природата, а Леонардо да Винчи забелязва, че сборът от площта на напречното сечение на всички клони над дадена точка на разклоняване при произволна височина се равнява на площта на напречното сечение на ствола или клона точно под точката на разклоняване.
Дърветата се отървават от клоните си, които вече са безполезни или се намират в зона, лишена от светлина. През целия живот на дървото, мъртвите клони падат на земята, след което се консумират и разграждат от различни организми. Те постепенно допринасят за образуването на горски хумус.

## Фразеологизми
- Сека клона, на който седя (стоя); сека клона, на който съм стъпил. – Сам си вредя.[1]
- Ставам клон. – Приемам нещо, съгласявам се.[1]